# Lannes, Lot-et-Garonne
Lannes là một xã thuộc tỉnh Lot-et-Garonne trong vùng Nouvelle-Aquitaine phía tây nam nước Pháp. Xã này nằm ở khu vực có độ cao trung bình 75 mét trên mực nước biển.
Sông Auzoue tạo thành một phần ranh giới tây nam thị trấn. Sông Osse tạo thành ranh giới phía đông.